# ماريجوناس بيترافيتشيوس
ماريجوناس بيترافيتشيوس (بالليتوانية: Marijonas Petravičius)‏ مواليد 24 أكتوبر 1979 في شيلاله، الجمهورية الليتوانية السوفيتية الاشتراكية، هو لاعب كرة سلة ليتواني سابق. بدأ مسيرته الاحترافية في سنة 2003. يبلغ طوله 6 قدم 10.25 بوصة (2.1 م). مثّل منتخب بلاده. شارك في دورة الألعاب الأولمبية الصيفية سنة 2008. اعتزل اللعب في 2012.

## المسيرة الاحترافية
لعب مع أوستند في موسم 2004–2005، ثم لعب مع فينتسبيلس في موسم 2005–2006، ثم لعب مع نادي القادسية في سنة 2006، ثم لعب مع ليتوفوس رايتس من سنة 2006 إلى 2009، ثم لعب مع أولمبيا ميلانو في الدوري الإيطالي من سنة 2009 إلى 2011، ثم لعب مع القادسية (الكويت) في سنة 2006، ثم لعب مع ليتوفوس رايتس من سنة 2006 إلى 2009، ثم لعب مع أولمبيا ميلانو في الدوري الإيطالي من سنة 2009 إلى 2011، ثم لعب مع نادي أزوفماش في سنة 2011، ثم لعب مع خيمكي في الدوري الروسي في سنة 2012.

## روابط خارجية
- ماريجوناس بيترافيتشيوس على موقع الاتحاد الدولي لكرة السلة (الإنجليزية)
- ماريجوناس بيترافيتشيوس على موقع الدوري الأوروبي لكرة السلة (الإنجليزية)
- ماريجوناس بيترافيتشيوس على موقع كرة السلة الأوروبية.كوم (الإنجليزية)
- ماريجوناس بيترافيتشيوس على موقع كلية كرة السلة في سبورتس رفرنس.كوم (الإنجليزية)
- ماريجوناس بيترافيتشيوس على موقع ريلجم (الإنجليزية)
- ماريجوناس بيترافيتشيوس على موقع بروبوليرز (الإنجليزية)
- ماريجوناس بيترافيتشيوس على موقع سبورتس رفرنس (الإنجليزية)
- ماريجوناس بيترافيتشيوس على موقع أوليمبيديا (الإنجليزية)
- ماريجوناس بيترافيتشيوس على موقع اللجنة الأولمبية الليتوانية (الليتوانية)